# El Cerro (Nowy Meksyk)
El Cerro – jednostka osadnicza w Stanach Zjednoczonych, w stanie Nowy Meksyk, w hrabstwie Valencia.